# Đầu xương đùi
Đầu xương đùi (đầu đùi hoặc đầu của xương đùi) là phần cao nhất của xương đùi (xương đùi). Nó được nâng đỡ bởi cổ xương đùi.

## Cấu trúc
Đầu xương hình cầu và có hình dạng hơn hình bán cầu, được hướng lên trên, ở giữa và về phía trước, phần lớn lồi ở trên và phía trước.
Bề mặt đầu xương đùi trơn tru. Nó được bọc bởi sụn ở trạng thái mới, ngoại trừ trên hố khớp dạng trứng, hố khớp, nằm bên dưới và phía sau trung tâm của đầu xương đùi, và gắn vào dây chằng của đầu xương đùi.
Đường kính của đầu xương đùi ở nam giới thường lớn hơn là ở phụ nữ.

## Hố khớp
Hố khớp nhỏ, lõm,lõm phía trong đầu của xương đùi phục vụ như là một điểm gắn các dây chằng tròn (Saladin). Nó có hình dạng giống hình bầu dục và được hướng đến "superior-to-posteroinferior. (Cerezal)" Định hướng này được cho là thuận lợi cho các sợi xơ của các dây chằng tròn. Hố khớp nằm "hơi ra sau và dưới hơn so với ở giữa của bề mặt khớp của đầu xương đùi (Cerezal)" Hơn nữa, không giống như đầu của xương đùi, hố khớp thiếu sụn trong. Hố khớp được cho là có chứa các mạch máu ở hai phần ba số cá thể, nhưng "sự đóng góp của chúng vào mạch máu đầu xương đùi khác nhau. (Cerezal)"

## Ý nghĩa lâm sàng
Nếu có một xương cổ đùi gãy, máu cung cấp thông qua dây chằng trở nên rất quan trọng. Trong phẫu thuật chỉnh hình, đầu của xương đùi là quan trọng bởi vì nó có thể trải qua sự hoại tử vô mạch và hậu quả của viêm xương khớp. Đầu xương đùi bị cắt bỏ trong phẫu thuật thay thế toàn bộ hông.